# Опет пакујемо мајмуне
Опет пакујемо мајмуне је црногорско-српски филм из 2004. године. Филм је режирала Марија Перовић.

## Радња
Небојша је новинар а Јелена студент књижевности они после неколико лоших подстанарских искустава по изнајмљеним становима изнајмљују поткровље код породице Николић. 
Поред тога што нон-стоп дефилују кроз Небојшин и Јеленин животни простор, Николићи убрзо доносе у поткровље све своје породичне неспоразуме и проблеме. 
Ситуација се додатно компликује финансијским потешкоћама које приморавају Небојшу да ради прековремено, а Јелену да нађе посао код бизнисмена сумњивих намера.

## Улоге
| Глумац                  | Улога              |
| ----------------------- | ------------------ |
| Јелена Ђокић            | Јелена             |
| Андрија Милошевић       | Небојша            |
| Дубравка Вукотић Дракић | Драгица            |
| Боро Стјепановић        | Драгољуб           |
| Ивона Човић             | Ната               |
| Бранимир Поповић        | човек са амнезијом |